# Brachynemurus abdominalis
Brachynemurus abdominalis là một loài côn trùng trong họ Myrmeleontidae thuộc bộ Neuroptera. Loài này được Say miêu tả năm 1823.